# Rosa 'Madame Ernst Calvat'
Rosa 'Madame Ernst Calvat' — старинный сорт роз класса Бурбонские розы. Клаймер, плетистая мутация 'Madame Isaac Pereire'.
Сорт назван в честь Ernest Calvat — садовода и гибридизатора специализировавшегося на садовых хризантемах, умершего в 1910 году.

## Биологическое описание
Высота куста 120—245 см, ширина до 120 см. 
Листья зелёные.
Цветки махровые, светло-розовые. Аромат сильный, малиновый. 
Цветение повторное, по данным некоторых источников непрерывное.

## В культуре
Побеги рекомендуется подвязывать. Обрезка не требуется.
Зоны морозостойкости: от 5b до 10b.